# اندری اسلینکین
اندری اسلینکین (اوکراینی: Андрій Вікторович Слінкін؛ زادهٔ ۱۹ فوریهٔ ۱۹۹۱) بازیکن فوتبال اهل اوکراین است.
از باشگاه‌هایی که در آن بازی کرده‌است می‌توان به باشگاه فوتبال زاریا بالتی و باشگاه فوتبال چورنومورتس اودسا اشاره کرد.